# Knihynicze (gmina)
Knihynicze – dawna gmina wiejska w powiecie rohatyńskim województwa stanisławowskiego II Rzeczypospolitej. Siedzibą gminy były Knihynicze.
Gminę utworzono 1 sierpnia 1934 r. w ramach reformy na podstawie ustawy scaleniowej z dotychczasowych gmin wiejskich: Knihynicze, Oskrzesińce, Pomonięta, Wasiuczyn, Zagórze Knihynickie, Jawcze (część), Załuże (część), Babuchów (część) i Psary (część).
Po II wojnie światowej obszar gminy znalazł się w ZSRR.